# Jean-Marie Clech
Pour les articles homonymes, voir Clech.
Jean-Marie Clech est un homme politique français né le 9 mai 1850 à Plougasnou (Finistère) et décédé le 14 février 1891 à Plougasnou.
Fils de cultivateurs, médecin, il se lance en politique après la crise du 16 mai 1877 comme républicain. Après un échec aux cantonales en 1877, il est conseiller municipal puis maire de Lanmeur en 1879, conseiller général du canton de Lanmeur en 1880 et député, républicain, du Finistère de 1889 à 1891.

## Sources
- « Jean-Marie Clech », dans le Dictionnaire des parlementaires français (1889-1940), sous la direction de Jean Jolly, PUF, 1960 [détail de l’édition]